# Вісти з Запорожа
«Вісти з Запорожа»  — львівський часопис, що популяризовував руханку, спорт і товариства «Січ» і «Сокіл». Виходив у 1910—1914 роках.

## Основні дані
Опис: Часопись руханкових і пожарних товариств (1911); Часопись руханкових, змагових, мандрівних і пожарних товариств (1912—1913).
Видавець і редактор: Семен Демидчук. Адреса редакції: Львів, вул. Руська, 20.
Упродовж 1910 року виходив щочетверга як додаток до «Народного слова». Як самостійне видання — місячник. Вийшли числа:
- 1910 — 1-52
- 1911 — 53-54/55, 56-61, 62/64
- 1912 — 65-71, 72/74, 75-78
- 1913 — 79-80, 81/82, 83/85
- 1914 — 91-93 [?]

Формат: 25 × 22,5 см.
Друк: друкарня І. Айхельберґа, Львів, Ринок, 10 (1911-1912); друкарня «Діла», Львів, Ринок, 10.

## Тематика
Перше число вийшло, ймовірно, в січні 1910 року. Упродовж 1910 року щотижня виходив як додаток до «Народного слова», примірники того року не збереглися.
З початку 1911 року виходить як самостійний щомісячний часопис. Перше число за 1911 рік відкривала редакційна стаття «Українці», яка закликала до виховання сильної волі та духу, що допоможе українській нації утвердитись у світовому колі народів. Спільні заняття та вправи з тіловиховання повинні пробудити і розвинути волю молодої людини, зробити її витривалою та завзятою. У цьому мають допомагати товариства «Січ» і «Сокіл», які збирають молодь і навчають різним видам спорту, народним танцям, прогулянкам.
Майже в кожному числі пояснювали важливість і мета товариств «Сокіл» і «Січ», їхня історія. Показовою є стаття Ділами не сльозами (1911.— Ч. 60), яка була надрукована в номері, присвяченому десятиріччю посвячення прапора «Сокола-Батька». У матеріалі писали, що на 10 вересня 1911 року готується краєвий здвиг «Соколів» і «Січей» під проводом «Сокола-Батька», до 50-літніх роковин смерті Тараса Шевченка. Шевченко «жадає від нас невпинної праці, якщо маємо станути в ряді свобідних і самостійних народів. Не плакати нам з заломаними руками, не глядіти байдужо наоколо тупими очима, не ховатися безрадно в кут… Руханкові товариства хотять розбудити надію і енергію в нашім народі». У цій же статті наведено цікаві факти про розвиток тіловиховання у європейських країнах: Німеччині, Англії, Швеції, Норвегії, Данії.
Рубрика «Огляд» містила хроніку подій, численні матеріали розповідали про діяльність товариств. Активним автором «Вістей з Запорожа» був Петро Франко.
Часопис публікував також краєзнавчі матеріали й розповіді про мандрівки: «Прогулька в наші гори» (автор Петро Франко), «Владикавказ» (Софрон Щебець), «До Італії» (Іван Флюнт).
У статті Мирона Федусевича «Наші прапори» (1913.— Ч. 80) автор підтримує тези досліджень молодого тоді історика Івана Крип'якевича, який довів, що козацькі прапори не були тільки малинового кольору, а були різних кольорів і видів залежно від того, до якого історичного періоду або регіону вони належать.
Число 71 за 1912 рік присвячено цікавій акції — «Всеслав'янському здвигу у Празі», який організував «Союз Слов'янського Сокільництва».
У ч. 80 за 1912 р. надруковано матеріал про перший з'їзд українського «Пласту». Повідомлено, зокрема, що прибули представники з 16 місцевостей: Львова, Перемишля, Станиславова, Сокаля, Золочева, Рогатина, Яворова, Дрогобича, Копичинець, Ярослава, Борщевич, Самбора, Чорткова, Пчан, Пикулович, Підлісок Малих. Головою «Пласту» обрано Петра Франка.
Активно висвітлювали на сторінках часопису закупівлю землі для «Українського Городу». У статті «Комісия закупна Українського Городу» (1914.— Ч. 91) повідомлялося, що вже куплено 7864 м² землі. Комісія збирала адреси українців за кордоном та надсилала їм запрошення, щоб вони вступали до організації «Засновники Українського Городу» та закупляли по 1 кв. метру землі, який коштував 5 корон. Про це повідомлено українців з Польщі, Чехії, Росії, Німеччини.
Головною проблемою останнього (93) числа «Вістей з Запорожа» (1914) були надзвичайні загальні збори «Сокола-Батька». Його голова Іван Боберський запропонував об'єднати окремі спортивне і стрілецьке товариства в єдине Руханково-стрілецьке товариство «Сокіл». Факт поєднання повинен би був сприяти кращій організації та об'єднанню сил.
«Вісти з Запорожа» виходили ілюстровані великою кількістю фотографій і малюнків, з рекламою нових періодичних видань, книг, календарів.